# BORIS
보리스(영어: BORIS, 일본어: ボリス)는 일본의 록 밴드이다. 일정 장르에 맞지 않는 음악성이 특징으로, 스토너 록, 노이즈 록, 앰비언트, 팝 등 다양한 작품을 전개하고 있다.